# ویترنهایم
ویترنهایم (به فرانسوی: Witternheim) یک کمون در فرانسه با جمعیت ۵۰۴ نفر است که در Canton of Benfeld واقع شده‌است.